# Marsupella verrucosa
Marsupella verrucosa là một loài Rêu trong họ Gymnomitriaceae. Loài này được (W.E. Nicholson) Grolle mô tả khoa học đầu tiên năm 1966.